# Šimun Bratulić
Šimun Bratulić - jedan od četiriju priora pavlinskog samostana u Lepoglavi koji su postali zagrebački biskupi.
Drugi je pavlin iz Lepoglave koji je postao zagrebačkim biskupom. Rođen je u Glavici, na području pavlinskog samostana u Sv. Petru u Šumi, u Istri. Mlad je stupio u pavline, a filozofiju i bogosloviju je učio u Rimu. Nakon smrti Stjepana Trnavskog izabran je za poglavara pavlinskog reda, a stolovao je u Lepoglavi. Povijest ga pamti kao svećenika i bojovnika. Kad su Turci opsjedali Kanižu, istaknuo se je junaštvom i spasio nadvojvodu Maksimilijana, koji je obnašao carsku i kraljevsku vlast u Ugarskoj. Godine 1603. imenovan je zagrebačkim biskupom. Zajedno s hrvatskim banom Ivanom Draškovićem zauzimao se je za dolazak isusovaca u Hrvatsku, a zalagao se je i za izobrazbu svojih redovnika. Pomogao je da se 1607. godine u Zagrebu otvori prva gimnazija koju su vodili isusovci. Bio je vrlo gorljiv u suzbijanju protestantizma. Umro je 1611.